# Mongol (film)
Mongol (ryska: Монгол) är en rysk-tysk-kazakisk historisk film av regissören Sergej Bodrov, den första i en trilogi om mongolernas stora krigsherre Djingis khan. Den handlar om Djingis Khans barndom och de prövningar han fick genomgå för att bli utropad som stor-khan. Filmen spelades till stora delar in i den kinesiska regionen Inre Mongoliet. I filmen pratar de mongoliska och mandarin och filmen nominerades som "bästa icke-engelskspråkiga film" inför Oscarsgalan 2008. Filmens premiär var den 31 juli 2007.

## Priser

### Vunna
- Guldörnen för bäst akostym: Karin Lohr, SFK
- Guldörnen för bästa ljud: Stephan Konken
- Nika för bästa film
- Nika för bästa regi: Sergei Bodrov
- Nika för bästa foto: Sergey Trofimov, R.G.C., Rogier Stoffers, NSC
- Nika för bästa scenografi: Dashi Namdakov
- Nika för bästa kostym - Karin Lohr, SFK
- Nika för bästa ljud - Stephan Konken
- Asian Film Awards for Best Supporting Actor: Sun Hong-Lei

### Nominerad
- 2008: Academy Award for Best Foreign Language Film from Kazakstan
- Asia Pacific Screen Awards: Achievement in Cinematography